# Special Achievement Academy Award
Special Achievement Award er en Oscar givet for en præstation, der yder et ekstraordinært bidrag til den film, som det blev oprettet for, men for hvilket der ikke er nogen årlig priskategori. Prisen kan kun ydes til resultater i produktioner, der også kvalificerer som en berettet udgivelse til fremragende præstationer og opfylder Akademiets valgår og krav til deadlines.

## Prismodtagere
Denne tabel viser de personer, der har modtaget en Special Achievement Oscar for deres bidrag til film. Kategorien blev indviet i 1972.
| År         | Modtager(e)                                                                | Præstation                      | Film                                              |
| ---------- | -------------------------------------------------------------------------- | ------------------------------- | ------------------------------------------------- |
| 1972 (45.) | L. B. Abbott A. D. Flowers                                                 | Visuelle effekter               | SOS Poseidon kalder                               |
| 1974 (47.) | Frank Brendel Glen Robinson Albert Whitlock                                | Visuelle effekter               | Jordskævl                                         |
| 1975 (48.) | Peter Berkos                                                               | Lydeffekter                     | Hindenburg                                        |
| 1975 (48.) | Albert Whitlock Glen Robinson                                              | Visuelle effekter               | Hindenburg                                        |
| 1976 (49.) | Carlo Rambaldi Glen Robinson Frank Van der Veer                            | Visuelle effekter               | King Kong                                         |
| 1976 (49.) | L. B. Abbott Glen Robinson Matthew Yuricich                                | Visuelle effekter               | Flugten fra fremtiden                             |
| 1977 (50.) | Ben Burtt                                                                  | Alien, væsener- og robotstemmer | Star Wars Episode IV: Et nyt håb                  |
| 1977 (50.) | Frank Warner                                                               | Klipning af lydeffekter         | Nærkontakt af tredie grad                         |
| 1978 (51.) | Les Bowie Colin Chilvers Denys Coop Roy Field Derek Meddings Zoran Perisic | Visuelle effekter               | Superman                                          |
| 1979 (52.) | Alan Splet                                                                 | Lydklipning                     | Den sorte hingst                                  |
| 1980 (53.) | Brian Johnson Richard Edlund Dennis Muren Bruce Nicholson                  | Visuelle effekter               | Star Wars Episode V: Imperiet slår igen           |
| 1981 (54.) | Ben Burtt Richard L. Anderson                                              | Klipning af lydeffekter         | Jagten på den forsvundne skat                     |
| 1983 (56.) | Richard Edlund Dennis Muren Ken Ralston Phil Tippett                       | Visuelle effekter               | Star Wars Episode VI: Jediridderen vender tilbage |
| 1984 (57.) | Kay Rose                                                                   | Klipning af lydeffekter         | Stormfloden                                       |
| 1987 (60.) | Stephen Hunter Flick John Pospisil                                         | Klipning af lydeffekter         | RoboCop                                           |
| 1988 (61.) | Richard Williams                                                           | Animation-instruktion           | Hvem snørede Roger Rabbit                         |
| 1990 (63.) | Eric Brevig Rob Bottin Tim McGovern Alex Funke                             | Visuelle effekter               | Sidste udkald                                     |
| 1995 (68.) | John Lasseter                                                              | Første 3D-animationsspillefilm  | Toy Story                                         |
| 2017 (90.) | Alejandro González Iñárritu                                                | Virtual reality                 | Carne y Arena                                     |